# Lorinza Harrington
Lorinza "Junior" Harrington Jr. (Wagram, Sjeverna Karolina, 2. listopada 1980.) je američki profesionalni košarkaš. Igra na pozicji razigravača, a trenutačno je član slobodan igrač. 

## Karijera
Igrao je na američkom sveučilištu Wingate, a karijeru je započeo kao nedraftiran NBA igrač u dresu Denver Nuggetsa. U Nuggetsima je proveo jednu sezonu i odigrao je sve 82 utakmice. Igrao je još u CBA ligi, Španjolskoj, Ukrajini, Rusiji i Sloveniji.
U veljači 2007. potpisuje desetodnevni ugovor s Memphis Grizzliesima. U siječnju 2009. potpisuje ugovor do kraja sezone sa slovenskom Union Olimpijom.

## Vanjske poveznice
- Profil na NBA.com
- NBA Stats  Arhivirana inačica izvorne stranice od 7. veljače 2007. (Wayback Machine) Databasebasketball.com
- Profil[neaktivna poveznica] na Basketpedya.com